# Super I/O

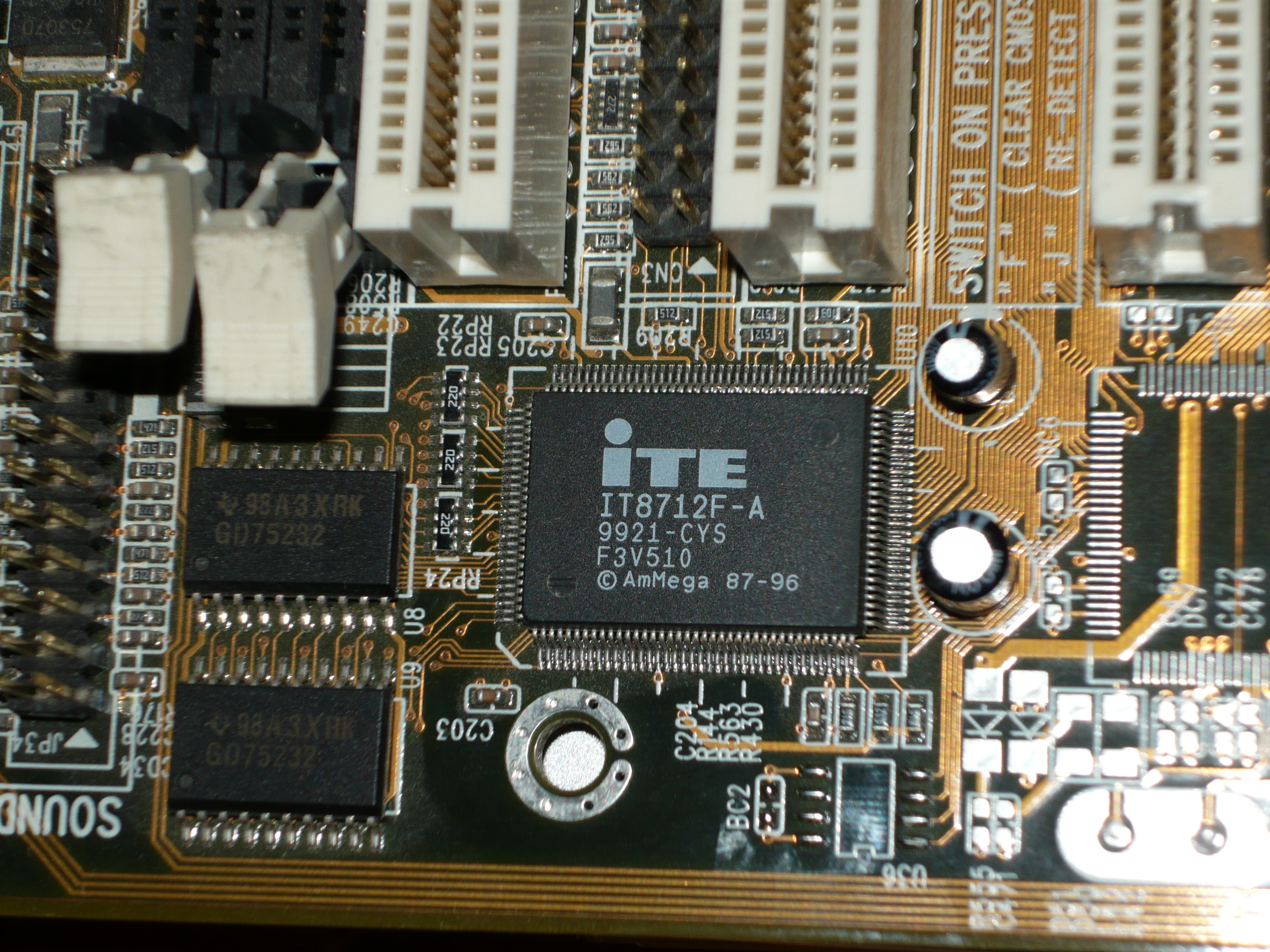
Chip Super I/O ITE

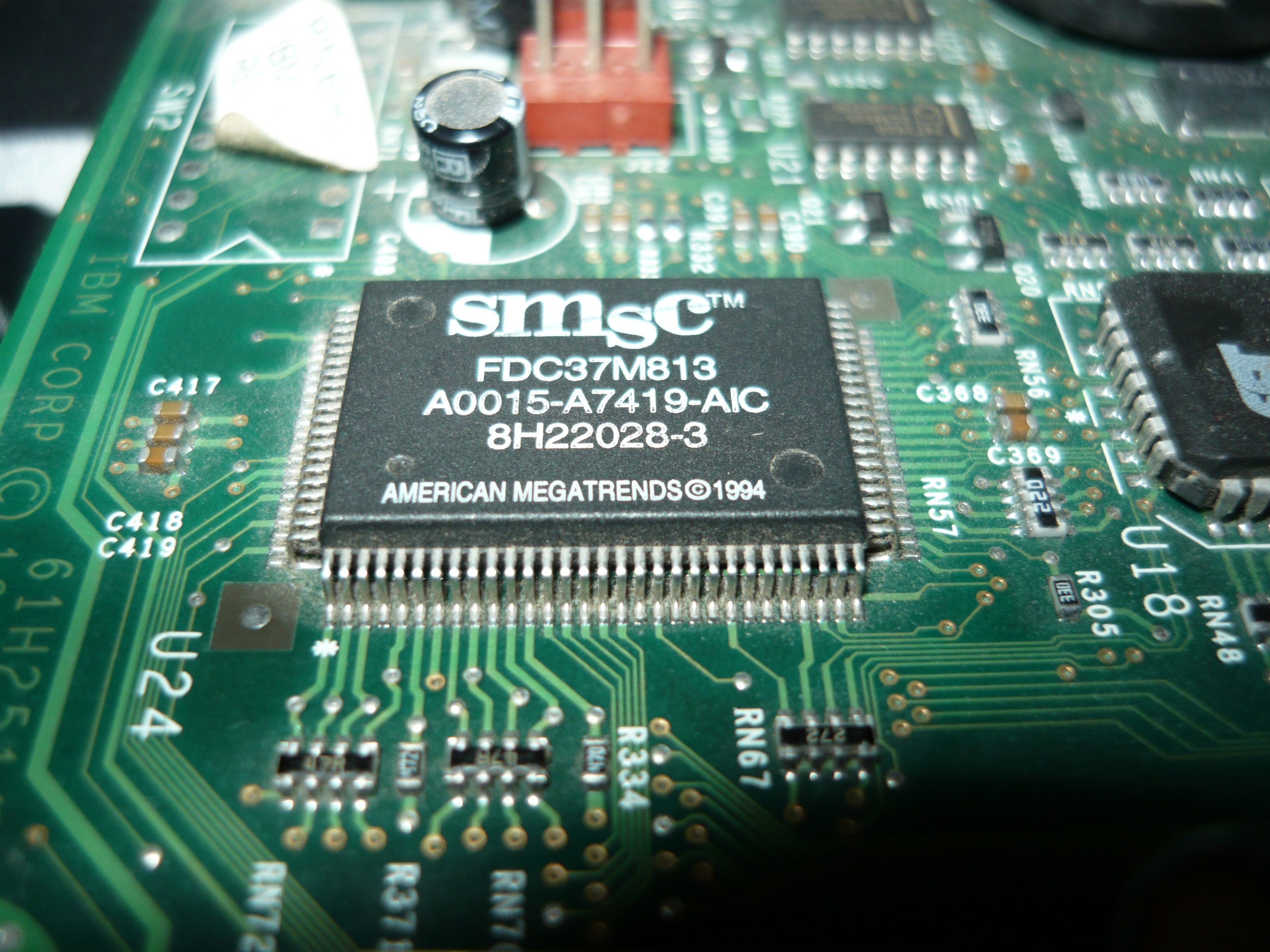
Chip Super I/O Smsc su scheda madre IBM

Il Super I/O è un tipo circuito integrato per la gestione di periferiche di ingresso / uscita (I/O) che cominciò ad essere usato su personal computer verso la fine degli anni '80, inizialmente come scheda aggiuntiva, e in seguito integrato nelle schede madri. Un chip Super I/O contiene varie tipologie di interfaccia per la comunicazione con dispositivi a bassa velocità che normalmente includono:
- Un controller di floppy disk
- Una porta parallela che serve normalmente per comunicare con una stampante)
- Una o più porte seriali
- L'interfaccia per tastiera e mouse.
- L'interfaccia o collegamento diretto a sensori di temperatura o di velocità delle ventole

Un chip Super I/O può comprendere anche altri tipo di interfacce come game port, midi o una porta infrarossi. Combinando più funzioni in un unico chip, il numero dei componenti necessari per la costruzione di una scheda madre si riduce drasticamente, riducendo così anche il costo di produzione di quest'ultima.
Alcuni di questi chip hanno il supporto per il rilevamento dell'apertura del cabinet del PC (anti intrusione).
I primi chip Super I/O comunicavano, e spesso comunicano tuttora, con la CPU attraverso un bus ISA. Con il tramonto di questo bus a favore del più recente bus PCI, la presenza del chip Super I/O è spesso la più grande motivazione di conservazione dell'oramai obsoleto bus ISA nelle schede madri (insieme al bus industriale PC104), anche se spesso il bus ISA non viene riportato all'esterno da nessun connettore.
I moderni chip Super I/O si collegano al southbridge tramite bus LPC al posto di ISA per comunicare con la CPU.
Società costruttrici di controllori Super I/O includono Nuvoton, ITE, Fintek, and SMSC. Nuvoton era conosciuta in passato come il ramo specializzato in chip di Winbond Electronics Corporation. National Semiconductor era un produttore ma ha venduto il reparto a Winbond nel 2005.